# Blackburn Automotive Company
Blackburn Automotive Company war ein US-amerikanischer Hersteller von Automobilen.

## Unternehmensgeschichte
Das Unternehmen hatte seinen Sitz in Houston in Texas. Zwischen 1920 und 1921 stellte es Automobile  her. Der Markenname lautete Blackburn. Insgesamt entstanden etwa 500 Fahrzeuge.

## Fahrzeuge
Die Fahrzeuge basierten auf dem Ford Modell T. Das Fahrgestell hatte 254 cm Radstand. Der Vierzylindermotor leistete 23 PS. Ein konventionelles  Fahrzeuggetriebe war ein großer Unterschied zum Vorbild. Der offene Tourenwagen bot Platz für fünf Personen. Der Neupreis betrug 400 US-Dollar. Damit lag er unter dem Preis des Ford T.